# 2008年12月臺灣
| << | 2008年12月 （民國97年） | >> |    |    |    |    |
| \| 日 \| 一 \| 二 \| 三 \| 四 \| 五 \| 六 \| \| \| 1 \| 2 \| 3 \| 4 \| 5 \| 6 \| \| 7 \| 8 \| 9 \| 10 \| 11 \| 12 \| 13 \| \| 14 \| 15 \| 16 \| 17 \| 18 \| 19 \| 20 \| \| 21 \| 22 \| 23 \| 24 \| 25 \| 26 \| 27 \| \| 28 \| 29 \| 30 \| 31 \| \| \| \| \| \| \| \| \| \| \| \| |                         |    |    |    |    |    |
| 臺灣新聞動態／維基新聞 |                         |    |    |    |    |    |
| 世界／中国大陆／臺灣 |                         |    |    |    |    |    |
| 日 | 一                      | 二 | 三 | 四 | 五 | 六 |
| | 1                       | 2  | 3  | 4  | 5  | 6  |
| 7 | 8                       | 9  | 10 | 11 | 12 | 13 |
| 14 | 15                      | 16 | 17 | 18 | 19 | 20 |
| 21 | 22                      | 23 | 24 | 25 | 26 | 27 |
| 28 | 29                      | 30 | 31 |    |    |    |
| |                         |    |    |    |    |    |

## 12月31日
- 中華職棒大聯盟於本日午間進行特別選秀會與新人選秀會，含前米迪亞暴龍、中信鯨與部份旅外歸返球員，共有上百位球員參與選秀，為台灣職棒史上陣容最龐大的選秀會，前米迪亞球員謝佳賢與業餘好手林克謙分別成為特別選秀與新人選秀狀元。NOWnews[]PChome新聞－中央社（页面存档备份，存于）
- 力霸集團弊案經台北地方法院一審宣判，其中東森集團創辦人王令麟遭判處有期徒刑18年，創辦人王又曾的多名子女及親信也分遭判處3年6月至20年不等的有期徒刑；此外亦有多名前財政部及金管會官員遭告發、移送台北地檢署另行偵辦。中國時報[永久]自由時報
- 今日加權股價指數收盤行情：

 上漲2.18點／成交價：4591.22點／成交量：新台幣530.54億元

## 12月30日
- 由於台灣高等法院於前日撤銷台北地方法院18日對前總統陳水扁當庭無保釋放的裁定，台北地方法院重開羈押庭，歷經約12小時半的審理，凌晨2點30分裁定收押但不禁見，隨即移送陳水扁至台北看守所孝一舍28房羈押，編號改為2185。yam天空新聞─中央社１（页面存档备份，存于）２（页面存档备份，存于）３（页面存档备份，存于）
- 行政院宣佈原任新聞局長史亞平調任駐新加坡代表，其遺缺由桃園縣環保局長蘇俊賓接任。yam天空新聞─中央社１（页面存档备份，存于）２（页面存档备份，存于）
- 今日加權股價指數收盤行情：

 上漲172.88點／成交價：4589.04點／成交量：新台幣504.66億元

## 12月29日
- 每季召開一次的全國正副議長聯誼會近日於台東市娜路彎大酒店舉行，但遭民眾爆料指出，此次會議廿小時就要花掉250萬元公帑，但實際的開會時間只有一個半小時，議員其他的玩樂時間卻要全民買單。負責此次會議主辦的台東縣議會則表示預算乃依慣例編列。自由時報[]
- 今日加權股價指數收盤行情：

 下跌8.92點／成交價：4416.16點／成交量：新台幣236.38億元

## 12月28日
- 適逢全台各地農會進行幹部改選，雲林縣四湖鄉農會傳出選舉暴力事件。四湖鄉農會信用部林厝分部主任陳盡德的孫子於前日遭到綁架未遂，雲林地檢署協同警調人員兵分六路進行搜索，逮捕有「雲林黑道皇帝」之稱的吳松義、四湖鄉民代表蔡俊傑及有意角逐四湖鄉農會總幹事的吳太和等14人，並向雲林地方法院聲請吳松義、蔡俊傑、吳太和等3人羈押禁見獲准。自由時報

## 12月27日
- 最高檢察署特偵組於前日對前總統陳水扁當庭無保釋放提出抗告，高等法院在凌晨再次撤銷原裁定，二度發回台北地方法院更審。自由時報

## 12月26日
- 中油依據浮動油價機制，傍晚宣布調降國內汽柴油批售價格，明日凌晨零時起，各類汽柴油每公升調降0.4元。台塑石化隨後跟進，宣布自明日凌晨1時起，汽柴油每公升調降0.4元。yam天空新聞─中央社１（页面存档备份，存于）２（页面存档备份，存于）
- 今日加權股價指數收盤行情：

 上漲11.63點／成交價：4425.08點／成交量：新台幣299.17億元

## 12月25日
- 歷經五年多的施工，台北捷運南港線昆陽－南港段完工通車，捷運南港站亦在下午2時正式加入營運。台北市捷運局新聞稿yam天空新聞─中央社（页面存档备份，存于）
- 今日加權股價指數收盤行情：

 下跌9.64點／成交價：4413.45點／成交量：新台幣294.90億元

## 12月24日
- 美國國務院函轉我駐美代表處「查核第七屆立委有無美國國籍」文件曝光，載明國民黨籍立委李慶安在美國國務院有紀錄「因擁有美國護照而為美國公民」，且並無喪失美國籍的紀錄。自由時報
- 今日加權股價指數收盤行情：

 上漲17.23點／成交價：4423.09點／成交量：新台幣426.32億元

## 12月23日
- 前米迪亞暴龍隊放水打假球案經板橋地檢署偵查終結，負責人施建新、大股東林秉文、教練吳昭輝、球員潘忠孝、陳建輔等33人遭到起訴；球員陳克帆等3人獲緩起訴。自由時報
- 今日加權股價指數收盤行情：

 下跌129.68點／成交價：4405.86點／成交量：新台幣511.78億元

## 12月22日
- 台北市政府為迎接大貓熊團團、圓圓來台組成的「貓熊迎親團」，上午8時搭乘長榮航空波音747專機自桃園國際機場出發，中午抵達四川成都雙流國際機場，隨即前往雅安貓熊基地準備交接工作。yam天空新聞─中央社（页面存档备份，存于）
- 新一波寒流在本週抵達台灣，受鋒面影響，中央氣象局針對北部山區發布大雨特報。yam天空新聞─中央社（页面存档备份，存于）自由時報
- 經濟部公布11月批發、零售、餐飲業營業額，總額為新台幣9166億元，較去年同期銳減10.7%，創下民國90年10月以來新低。yam天空新聞─中央社（页面存档备份，存于）
- 台鐵縱貫線七堵到汐止間，晚間因發生電車線絕緣礙子故障跳電，導致雙向列車班次嚴重誤點，估計超過五萬名旅客行程受到影響。yam天空新聞─中央社１（页面存档备份，存于）２（页面存档备份，存于）
- 行政院主計處公佈11月失業率達4.64%，失業人數逾50.7萬人，雙雙創下五年來同期新高。自由時報
- 今日加權股價指數收盤行情：

 下跌158.98點／成交價：4535.54點／成交量：新台幣671.53億元

## 12月21日
- 歷時兩天的第四屆國共論壇閉幕，會後提出包括兩岸金融合作在內的九項共同建議，中國國台辦主任王毅並宣布對台十項利多措施，其中五項與金融危機相關。中國時報１[永久]２[永久]自由時報１[]２[]
- 第十二屆ING台北國際馬拉松於上午7時在台北市政府廣場起跑，總參與人數達12萬1000人，再創歷年來最高紀錄，競賽組選手人數達2萬7000名，亦改寫歷屆紀錄。維基新聞（页面存档备份，存于）中國時報[永久]

## 12月20日
- 第四屆國共論壇在上海揭幕，國共兩方就兩岸經濟合作機制的制度化，以及共同對抗金融危機等議題進行對話。中國時報１[永久]２（页面存档备份，存于）３[永久]自由時報１[]２[]

## 12月19日
- 因涉及弊案而遭羈押的前國安會秘書長邱義仁聲請停止羈押，台北地方法院裁定以新台幣50萬元交保，併限制出境、出海。yam天空新聞─中央社１（页面存档备份，存于）２（页面存档备份，存于）
- 中油依據浮動油價機制，傍晚宣布調漲國內汽柴油批售價格，明日凌晨零時起，各類汽柴油每公升調漲0.7元，是自9月27日以來首度調漲。台塑石化隨後跟進，明日凌晨1時起，汽柴油每公升調漲0.7元。yam天空新聞─中央社１（页面存档备份，存于）２（页面存档备份，存于）
- 今日加權股價指數收盤行情：

 下跌0.29點／成交價：4694.52點／成交量：新台幣707.41億元

## 12月18日
- 由於台灣高等法院於前日撤銷台北地方法院13日對前總統陳水扁當庭無保釋放的裁定，台北地方法院重開羈押庭，再次裁定無保釋放。中國時報自由時報
- 今日加權股價指數收盤行情：

 上漲46.79點／成交價：4694.81點／成交量：新台幣621.16億元

## 12月17日
- 最高檢察署特偵組於昨日對前總統陳水扁當庭無保釋放提出抗告，高等法院在晚間撤銷原裁定，發回台北地方法院更審。yam天空新聞─中央社１（页面存档备份，存于）２
- 台大醫院晚間發生火警，造成一間開刀房全毀、四間半毀，一名手術中的癌症病患不治，11名醫護人員嗆傷。中國時報[永久]自由時報
- 農委會證實，10月間高雄縣路竹鄉一處養雞場被檢驗出疑似感染H5N2禽流感，日本農林水產省宣佈即日起暫停進口台灣禽肉。中國時報[永久]自由時報１２
- 今日加權股價指數收盤行情：

 上漲31.13點／成交價：4648.02點／成交量：新台幣945.34億元哦

## 12月16日
- 台北市立動物園宣布，中華人民共和國方面贈予台灣台北的貓熊團團、圓圓，預計將於12月23日運抵台灣，並確定由長榮航空派出波音747客貨兩用機進行運送，預計將可在明年農曆除夕（1月24日）與台灣民眾見面。中國時報自由時報
- 今日加權股價指數收盤行情：

 上漲3.17點／成交價：4616.89點／成交量：新台幣584.1億元

## 12月15日
- 第二次江陳會談四項協議在未經立法院決議下生效，台海兩岸正式展開空運直航、海運直航、通郵，達成台灣與中國大陸間的全面三通。中國時報１２自由時報
- 今日加權股價指數收盤行情：

 上漲132.45點／成交價：4613.72點／成交量：新台幣132.45億元

## 12月14日
- 台灣青年桌球隊選手陳建安在西班牙馬德里舉行的世界青年桌球錦標賽男單決賽中，以4:1輕取英國選手保羅·卓林克霍爾（Paul Drinkhall），勇奪世界冠軍。yam天空新聞─中央社（页面存档备份，存于）

## 12月13日
- 最高檢察署特偵組針對扁家疑洗錢案等案起訴前總統陳水扁後，台北地方法院在凌晨1時駁回特偵組對陳水扁的延長羈押聲請，裁定當庭無保釋放；特偵組表示將不對此提出抗告。yam天空新聞─中央社１（页面存档备份，存于）２（页面存档备份，存于）３（页面存档备份，存于）

## 12月12日
- 扁家疑洗錢案、國務機要費案、南港展覽館弊案、竹科龍潭園區購地弊案等扁家四大弊案宣告偵查終結，最高檢察署特偵組以貪污、洗錢等罪嫌，對前總統陳水扁、吳淑珍夫婦在內的14名被告提起公訴。雖未具體求刑，但檢方請求法院對陳水扁量處「最嚴厲之刑」，對吳淑珍則求處「從重量刑」。yam天空新聞─中央社１（页面存档备份，存于）２（页面存档备份，存于）３（页面存档备份，存于）４（页面存档备份，存于）
- 在原任董事長林誠一於昨日晚間閃電請辭後，官方佔有多數股份的開發金控在本日召開董事會，會中推選前財政部次長陳木在以民股代表身分接任董事長，前竹科管理局副局長童兆勤為副董事長。yam天空新聞─中央社１（页面存档备份，存于）２（页面存档备份，存于）
- 中油依據浮動油價機制，傍晚宣布調降國內汽柴油批售價格，明日凌晨零時起，各類汽柴油每公升調降0.4元，再度創下油價新低紀錄。台塑石化隨後跟進，明日凌晨1時起，汽柴油每公升調降0.4元。yam天空新聞─中央社１（页面存档备份，存于）２（页面存档备份，存于）
- 今日加權股價指數收盤行情：

 下跌174.30點／成交價：4481.27點／成交量：新台幣902.16億元

## 12月11日
- 台北市政府在本日公佈民國98年公告地價，新光人壽保險摩天大樓以公告土地現值每坪新台幣338萬162元，連續11度蟬聯地王寶座，比民國97年的336萬6939元上漲0.4%。台北101則以每坪300萬8264元排名第二。yam天空新聞─中央社（页面存档备份，存于）
- 中央銀行宣佈將重貼現率、擔保放款融通利率及短期融通利率全面調降3碼（0.75%），調整後利率分別為2%、3.125%及4.25%，創1973年以來最大單次降幅。yam天空新聞─中央社（页面存档备份，存于）
- 今日加權股價指數收盤行情：

 下跌3.30點／成交價：4655.57點／成交量：新台幣959.03億元

## 12月10日
- 在1994年犯下國票百億元掏空案的國票前營業員楊瑞仁，服刑13年後在本日期滿出獄，但仍需償還國票約40億元。yam天空新聞─中央社（页面存档备份，存于）
- 國民黨籍立法委員李乙廷遭苗栗地方法院判決當選無效訴訟，台中高分院在本日駁回上訴，全案宣告二審定讞，依法將進行補選。yam天空新聞─中央社１（页面存档备份，存于）２（页面存档备份，存于）３（页面存档备份，存于）
- 今日加權股價指數收盤行情：

 上漲186.21點／成交價：4658.87點／成交量：新台幣923.68億元

## 12月9日
- 關於立法委員李慶安的雙重國籍爭議，外交部部長歐鴻鍊拒絕公布美國回函，民進黨痛批歐隱匿公文。自由時報
- 今日加權股價指數收盤行情：

 上漲54.33點／成交價：4472.66點／成交量：新台幣828.75億元

## 12月8日
- 經過各方協商後，經濟部宣布擴大12月天然氣降幅，由原本的2.99％，增加至12.99％，平均每戶家庭天然氣開支節省新台幣100至125元。中國時報[永久]
- 前立法委員吳成典、鄧琰夫婦，涉嫌借用人頭詐領助理費，金門地檢署以觸犯《貪污治罪條例》、偽造文書等罪嫌對兩人提起公訴，具體求刑15年、褫奪公權6年。檢方偵結後，為免其他立委「再犯」，特別將起訴結果行文立法院，希望立委引以為鑑。自由時報
- 12月8日，旅日棒球選手蕭一傑以簽約金9000萬日圓、年薪1300萬日圓及激勵金4000萬日圓正式加盟日本職棒阪神虎隊，成為首位以第一輪第一指名加盟日本職棒的台灣投手。
- 今日加權股價指數收盤行情：

 上漲149.54點／成交價：4418.33點／成交量：新台幣642.16億元

## 12月7日
- 野草莓學運集結全台各地學生，在台北市區發起「1207野給你看」大遊行，抗議馬政府濫權、民主倒退。遊行結束後，發起近一個月的野草莓學運正式宣告落幕。自由時報中國時報

## 12月6日
- 第45屆金馬獎頒獎典禮在台中市中山堂舉行，備受國人期待的《海角七號》奪下年度台灣傑出電影等7個獎項，最佳劇情片、最佳導演等大獎則由港片《投名狀》包辦。yam天空新聞─中央社１（页面存档备份，存于）２（页面存档备份，存于）中國時報自由時報

## 12月5日
- 消費券發放的法源依據《振興經濟消費券發放特別條例》，本日在立法院三讀通過，預計相關預算金額將高達新台幣860億元以上。。yam天空新聞─中央社（页面存档备份，存于）中國時報自由時報
- 西藏精神領袖達賴喇嘛日前表示明年考慮訪台，馬英九總統以「時機不適宜」，公開拒絕達賴訪台。立法院長王金平呼籲馬英九撇開政治聯想，以宗教角度重新考量；民進黨則痛批馬英九屈從中國壓力。自由時報１２
- 中油依據浮動油價機制，傍晚宣布調降國內汽柴油批售價格，明日凌晨零時起，各類汽柴油每公升調降0.1元，創下近5年以來新低。台塑石化隨後跟進，明日凌晨1時起，汽柴油每公升調降0.1元。yam天空新聞─中央社１（页面存档备份，存于）２
- 今日加權股價指數收盤行情：

 下跌29.89點／成交價：4225.07點／成交量：新台幣400.44億元

## 12月4日
- 前調查局局長葉盛茂被控洩密等案，台北地方法院在上午11時進行一審宣判，合議庭法官依圖利、洩密等罪嫌，判處葉盛茂有期徒刑10年、褫奪公權5年，並駁回其交保聲請。yam天空新聞─中央社１２（页面存档备份，存于）
- 今日加權股價指數收盤行情：

 下跌52.30點／成交價：4254.96點／成交量：新台幣536.71億元

## 12月3日
- 臺北縣政府會同台北市捷運局對樂生療養院執行強制拆除，宣告延宕多年的台北捷運新莊機廠工程全面復工。yam天空新聞─中央社１（页面存档备份，存于）２（页面存档备份，存于）中國時報自由時報
- 馬英九總統在上午接受中央廣播電台專訪，央廣並與香港鳳凰衛視旗下的鳳凰網合作，將專訪內容對大陸民眾播出。中國時報自由時報
- 1998年間犯下清大王水溶屍案的前清大研究生洪曉慧，本日正式自高雄女子監獄假釋出獄，並在更生保護會人員陪同下返抵高雄市前鎮區的家中，未來將接受五年的保護管束。中國時報自由時報
- 今日加權股價指數收盤行情：

 下跌49.72點／成交價：4307.26點／成交量：新台幣594.15億元

## 12月2日
- 行政院宣佈明年1月2日實施彈性休假，使元旦假期延長為四天，1月10日再行補上班上課。中國時報
- 國民黨立委邱毅出面爆料，指出陳水扁前總統利用2006年出訪帛琉期間，以行政專機載運新台幣1億7千萬元現金存入第一銀行帛琉分行，疑似與扁家洗錢案有關。中國時報
- 今日加權股價指數收盤行情：

 下跌161.45點／成交價：4356.98點／成交量：新台幣541.44億元

## 12月1日
- 高雄縣大寮鄉潮寮國中與潮寮國小，早晨遭不明惡臭氣體侵襲，兩校師生出現胸悶、頭暈等症狀，81位師生送醫急救後無大礙，但環保單位未能找到禍首。yam天空新聞─中央社（页面存档备份，存于）
- 國營事業台鹽進行董事長交接，由國民黨籍立委郭素春丈夫洪璽曜接任。yam天空新聞─中央社１（页面存档备份，存于）
- 今日加權股價指數收盤行情：

 上漲57.94點／成交價：4518.43點／成交量：新台幣668.82億元